# Habrotrocha pusilla
Habrotrocha pusilla är en hjuldjursart som först beskrevs av David Bryce 1893.  Habrotrocha pusilla ingår i släktet Habrotrocha och familjen Habrotrochidae. Arten är reproducerande i Sverige.

## Underarter
Arten delas in i följande underarter:
- H. p. nuda
- H. p. pusilla
- H. p. textrix